# ファイオー・ファイト!
「ファイオー・ファイト！」は、SMILE PRINCESSの1枚目のシングル。2021年11月24日にDigital Doubleから発売された。

## 概要
2021年10月から放送されたテレビアニメ『プラオレ!〜PRIDE OF ORANGE〜』のオープニング主題歌で、メインキャスト7名（増田里紅、本郷里実、相良茉優、北守さいか、汐入あすか、森山由梨佳、青山吉能）により結成された声優ユニット「SMILE PRINCESS」のデビューシングル。

## 収録内容
| 全作詞: 只野菜摘、全作曲・編曲: 田中秀和。 |                                         |          |            |      |
| #                                          | タイトル                                | 作詞     | 作曲・編曲 | 時間 |
| 1.                                         | 「ファイオー・ファイト!」               | 只野菜摘 | 田中秀和   | 3:38 |
| 2.                                         | 「be Cute」                             | 只野菜摘 | 田中秀和   | 3:21 |
| 3.                                         | 「ファイオー・ファイト!」(Instrumental) | 只野菜摘 | 田中秀和   | 3:38 |
| 4.                                         | 「be Cute」(Instrumental)               | 只野菜摘 | 田中秀和   | 3:20 |
| 合計時間:                                  | 合計時間:                               | 13:57    |            |      |

| #  | タイトル                                                | 作詞 | 作曲・編曲 |
| -- | ------------------------------------------------------- | ---- | ---------- |
| 1. | 「ファイオー・ファイト!」(ミュージックビデオ)           |      |            |
| 2. | 「ファイオー・ファイト!」(ミュージックビデオメイキング) |      |            |

## 収録アルバム
- MONACA『PRIDE OF ICE HOCKEY プラオレ! 〜PRIDE OF ORANGE〜　オリジナルサウンドトラック』（2021年）

トラック1に「ファイオー・ファイト！」TVサイズ収録。
- 『SMILE PRINCESS BEST FACE OFF』（2022年）

トラック1に「ファイオー・ファイト！」、トラック7に「be Cute」収録。